# John Foster (ur. 1963)
John Parry Foster (ur. 26 lutego 1963) – żeglarz sportowy z Wysp Dziewiczych Stanów Zjednoczonych. Uczestnik trzech igrzysk olimpijskich.
Na igrzyskach olimpijskich startował w klasie Star, w załodze ze swoim ojcem Johnem Fosterem Srem. Zajęli kolejno miejsca: w 1984 w Los Angeles 18., w 1988 w Seulu 20.  i w 1992 w Barcelonie 25..